# A Mix-Up in Movies
A Mix-Up in Movies è un cortometraggio muto del 1916 scritto, diretto e interpretato da Tom Mix. Prodotto dalla Selig, il film aveva come altri interpreti Pat Chrisman, Sid Jordan, Joe Simkins, Ethylyn Chrisman.

## Trama
Tom, Pat e Sid, sono tre cowboy. Quando arrivano in una cittadina del West, assistono alla rapina della banca locale, ma si tratta solo delle riprese di un film western. Tom ha un'idea: i tre quella notte rubano la cinepresa e il giorno dopo rapinano la banca fingendo di essere degli attori, fuggendo poi tra le colline. Lo sceriffo non ha nessuna intenzione di inseguirli, pensando che sia tutto uno scherzo e la troupe cinematografica si mette allora all'inseguimento dei tre accompagnati dalla prima attrice. Quando li trovano, li convincono di essere veramente dei bravi attori e che per loro sarebbe meglio darsi al cinema piuttosto che alle rapine, potendo, in questo modo, guadagnare anche molto di più. I tre seguono il consiglio e restituiscono il denaro alla banca.

## Produzione
Il film fu prodotto dalla Selig Polyscope Company.

## Distribuzione
Distribuito dalla General Film Company, il film - un cortometraggio in una bobina - uscì nelle sale cinematografiche statunitensi il 12 febbraio 1916.